# David Luiz
David Luiz (n. 22 aprilie 1987, Diadema, São Paulo, Brazilia) este un fotbalist brazilian, care joacă pe post de fundaș central la Fortaleza în Campeonato Brasileiro da Série A. Pe plan internațional, are prezențe la națională pentru Brazilia U-20⁠(d) și Brazilia.

## Palmares

### Echipă
Benfica
- Primeira Liga (1): 2009–10
- Taça da Liga (3): 2008–09, 2009–10, 2010–11

Chelsea
- FA Cup (1): 2011–12
- UEFA Champions League (1): 2011–12
- UEFA Europa League (1): 2012–13

Vitória
- Campeonato Baiano (1): 2005

Paris Saint-Germain
- Ligue 1 (2): 2014–15, 2015–16
- Coupe de France (1): 2014–15, 2015–16
- Coupe de la Ligue (1): 2014–15, 2015–16
- Trophée des Champions (2): 2014, 2015, 2016

### Echipa națională
Brazilia
- Cupa Confederațiilor FIFA (1): 2013

## Statistici

### Club
La 1 septembrie 2014.
| Echipa              | Sezon         | Campionat | Campionat | Cupă    | Cupă   | Cupa Ligii | Cupa Ligii | Continental1 | Continental1 | Altele2 | Altele2 | Total   | Total  |
| Echipa              | Sezon         | Meciuri   | Goluri    | Meciuri | Goluri | Meciuri    | Goluri     | Meciuri      | Goluri       | Meciuri | Goluri  | Meciuri | Goluri |
| ------------------- | ------------- | --------- | --------- | ------- | ------ | ---------- | ---------- | ------------ | ------------ | ------- | ------- | ------- | ------ |
| Vitória             | 2006          | 26        | 1         | 2       | 0      | –          | –          | –            | –            | 25      | 1       | 53      | 2      |
| Vitória             | 2007          | 0         | 0         | 0       | 0      | –          | –          | –            | –            | 2       | 0       | 2       | 0      |
| Vitória             | Total         | 26        | 1         | 2       | 0      | –          | –          | –            | –            | 27      | 1       | 55      | 2      |
| Benfica             | 2006–07       | 10        | 0         | 0       | 0      | –          | –          | 4            | 0            | –       | –       | 14      | 0      |
| Benfica             | 2007–08       | 8         | 0         | 2       | 0      | 0          | 0          | 4            | 0            | –       | –       | 14      | 0      |
| Benfica             | 2008–09       | 19        | 2         | 2       | 0      | 4          | 0          | 2            | 1            | –       | –       | 27      | 3      |
| Benfica             | 2009–10       | 29        | 2         | 2       | 0      | 5          | 1          | 13           | 0            | –       | –       | 49      | 3      |
| Benfica             | 2010–11       | 16        | 0         | 3       | 0      | 2          | 0          | 6            | 0            | 1       | 0       | 28      | 0      |
| Benfica             | Total         | 82        | 4         | 9       | 0      | 11         | 1          | 29           | 1            | 1       | 0       | 132     | 6      |
| Chelsea             | 2010–11       | 12        | 2         | 0       | 0      | 0          | 0          | 0            | 0            | 0       | 0       | 12      | 2      |
| Chelsea             | 2011–12       | 20        | 2         | 6       | 0      | 3          | 0          | 11           | 1            | 0       | 0       | 40      | 3      |
| Chelsea             | 2012–13       | 30        | 2         | 6       | 0      | 4          | 1          | 14           | 4            | 3       | 0       | 57      | 7      |
| Chelsea             | 2013–14       | 19        | 0         | 3       | 0      | 3          | 0          | 9            | 0            | 0       | 0       | 34      | 0      |
| Chelsea             | Total         | 81        | 6         | 15      | 0      | 10         | 1          | 34           | 5            | 3       | 0       | 143     | 12     |
| Paris Saint-Germain |               |           |           |         |        |            |            |              |              |         |         |         |        |
| 2014–15             | 13            | 0         | 0         | 0       | 0      | 0          | 0          | 0            | 0            | 0       | 3       | 0       |        |
| Total               | 13            | 0         | 0         | 0       | 0      | 0          | 0          | 0            | 0            | 0       | 3       | 0       |        |
| Total carieră       | Total carieră | 192       | 11        | 26      | 0      | 21         | 2          | 63           | 6            | 31      | 1       | 333     | 20     |

1Include UEFA Champions League, UEFA Cup / Europa League și UEFA Super Cup.

2Include FA Community Shield, FIFA Club World Cup, Supertaça Cândido de Oliveira și Campeonato Baiano.

### Internațional
La 18 septembrie 2013.